# Ка Брентеле (Венеција)
Ка Брентеле (итал. Ca' Brentelle) је насеље у Италији у округу Венеција, региону Венето.
Према процени из 2011. у насељу је живело 434 становника. Насеље се налази на надморској висини од -1 м.